# Кассіопея (дружина Фойника)
Кассіопея (Κασσιόπεια), також Кассіепея (Κασσιέπεια) — у грецькій міфології дочка Араба (Арабія) і дружина царя Фойника Фінікійського, матір Фінея і Карме, хоча останню частіше називають дочкою критянинки Евбулей. Інші джерела стверджують, що вона була матір'ю героя Атімнія від власного чоловіка Фойника або від бога Зевса. Сином Кассіопеї та Зевса, який спокусив її, змінивши себе на форму її чоловіка Фенікса, також називали Анхіноса.